# Stefan Dott
Stefan Dott (* 27. September 1969 in Koblenz, Rheinland-Pfalz) ist ein deutscher Judoka und früherer Europameister (1991, Leichtgewicht). 

## Aktiver Sportler
Dott wuchs in Urmitz auf. Über seinen Vater Karl-Heinz und dessen Bruder Helmut, die beim SV Urmitz eine neue Judo-Abteilung aufbauten, lernte er die Sportart kennen. Von seinem Vater trainiert, kämpfte er sich erfolgreich durch die verschiedenen Jugendklassen. In der Judo-Bundesliga trat er später auch für den MTV Ingolstadt an. Der endgültige Durchbruch war Dotts Erfolg bei der Europameisterschaft 1991 in Prag. Gefördert von Han Ho-san und Frank Wieneke, nahm er an den Olympischen Spielen 1992 in Barcelona und 1996 in Atlanta teil, bei denen er jeweils Fünfter wurde. Nach der für ihn besonders bitteren Halbfinalniederlage in Atlanta gegen den Franzosen Djamel Bouras entschied sich Dott, seine Karriere im Leistungssport zu beenden. Über seine Ehefrau Raffaella Imbriani näherte er sich erst später wieder dem Judo-Sport an.

## Berufsleben
Nach dem Ende der sportlichen Karriere schloss Dott ein Studium zum Diplom-Kaufmann ab und ging in die Energiewirtschaft. Er war Geschäftsführer des Ökoenergieanbieters SAUBER ENERGIE und Prokurist der rhenag. Ab dem 1. Juli 2019 übernahm er einen Geschäftsführerposten beim Euskirchener regionalen Energieversorger e-regio. Dott lebt in Bad Münstereifel, ist verheiratet und hat zwei Kinder.

## Einzelerfolge als aktiver Judoka
- 1996: Olympiateilnahme in Atlanta (5. Platz im Halbmittelgewicht)
- 1994: Deutscher Meister im Halbmittelgewicht
- 1992: Olympiateilnahme in Barcelona (5. Platz im Leichtgewicht)
- 1991: Europameister im Leichtgewicht in Prag
- 1988: Junior-Europameister im Leichtgewicht
- 1987: Junior-Europameister im Leichtgewicht

## Erfolge mit der Mannschaft
Mit der Mannschaft des Deutschen Judo-Bundes (DJB) erreichte er u. a. folgende Erfolge:
- 1994: Vizeweltmeister im Halbmittelgewicht in Paris
- 1994: Europameister im Halbmittelgewicht in Den Haag